# Comté de Lee (Virginie)
Pour les articles homonymes, voir Comté de Lee.
Le comté de Lee est un comté de Virginie, aux États-Unis. Son siège est Jonesville, la ville la plus peuplée est Pennington Gap. 
Le comté a été formé après la guerre d’indépendance américaine en 1792 à partir du comté de Russell. Il a été nommé en l’honneur du Harry Lee, gouverneur de Virginie de 1791 à 1794.